# راي إي. إيوبانكس
راي إي. إيوبانكس (بالإنجليزية: Ray E. Eubanks)‏ هو عسكري أمريكي، ولد في 6 فبراير 1922 في سنوهيل في الولايات المتحدة، وتوفي في 23 يوليو 1944 في جزيرة نومفور في إندونيسيا.